# Something Big (пісня)
«Something Big» (укр. Щось важливе) — пісня канадського співака Шона Мендеса з його дебютного студійного альбому Handwritten (2015). Вона була випущена 6 листопада 2014 року як другий офіційний сингл альбому. Сингл «Something Big» посів першу сходинку в канадських чартах, а також 80 в чарті США Billboard Top 100 за 2014 рік.

## Музичне відео
Кліп на пісню «Something Big» був випущений 11 листопада 2014 року на Vevo і YouTube.

## Позиції в чартах
Пісня дебютувала в чарті Billboard Hot 100 22 листопада 2014 року на 92 місці. Пісня знову потрапила до чарту 10 січня 2015 року на 92 сходинку, проте до 17 січня 2015 року піднялася на 80 позицію.

## Чарти
| Чарт (2014–15)                            | Найвища позиція |
| ----------------------------------------- | --------------- |
| Канада (Canadian Hot 100)                 | 11              |
| Канада (AC) (Billboard)                   | 11              |
| Канада (CHR/Top 40) (Billboard)           | 6               |
| Канада (Hot AC) (Billboard)               | 5               |
| Чехія (Singles Digitál Top 100)           | 69              |
| Шотландія (Official Charts Company)       | 52              |
| Словаччина (Singles Digitál Top 100)      | 66              |
| Велика Британія (Official Charts Company) | 109             |
| США (Billboard Hot 100)                   | 80              |

## Сертифікації
| Регіон                                                                                          | Сертифікація | Продажі   |
| ----------------------------------------------------------------------------------------------- | ------------ | --------- |
| Канада (Music Canada)                                                                           | Платиновий   | 80 000*   |
| США (RIAA)                                                                                      | Платиновий   | 1 000 000 |
| *продажі, що базуються лише на сертифікаціях ^відвантаження, що базуються лише на сертифікаціях |              |           |

## Історія випуску
| Регіон          | Дата          | Формат               | Лейбл          |
| --------------- | ------------- | -------------------- | -------------- |
| Ірландія        | 23 січня 2015 | Цифрове завантаження | Island Records |
| Велика Британія | 23 січня 2015 | Цифрове завантаження | Island Records |